# Nora Boeckler

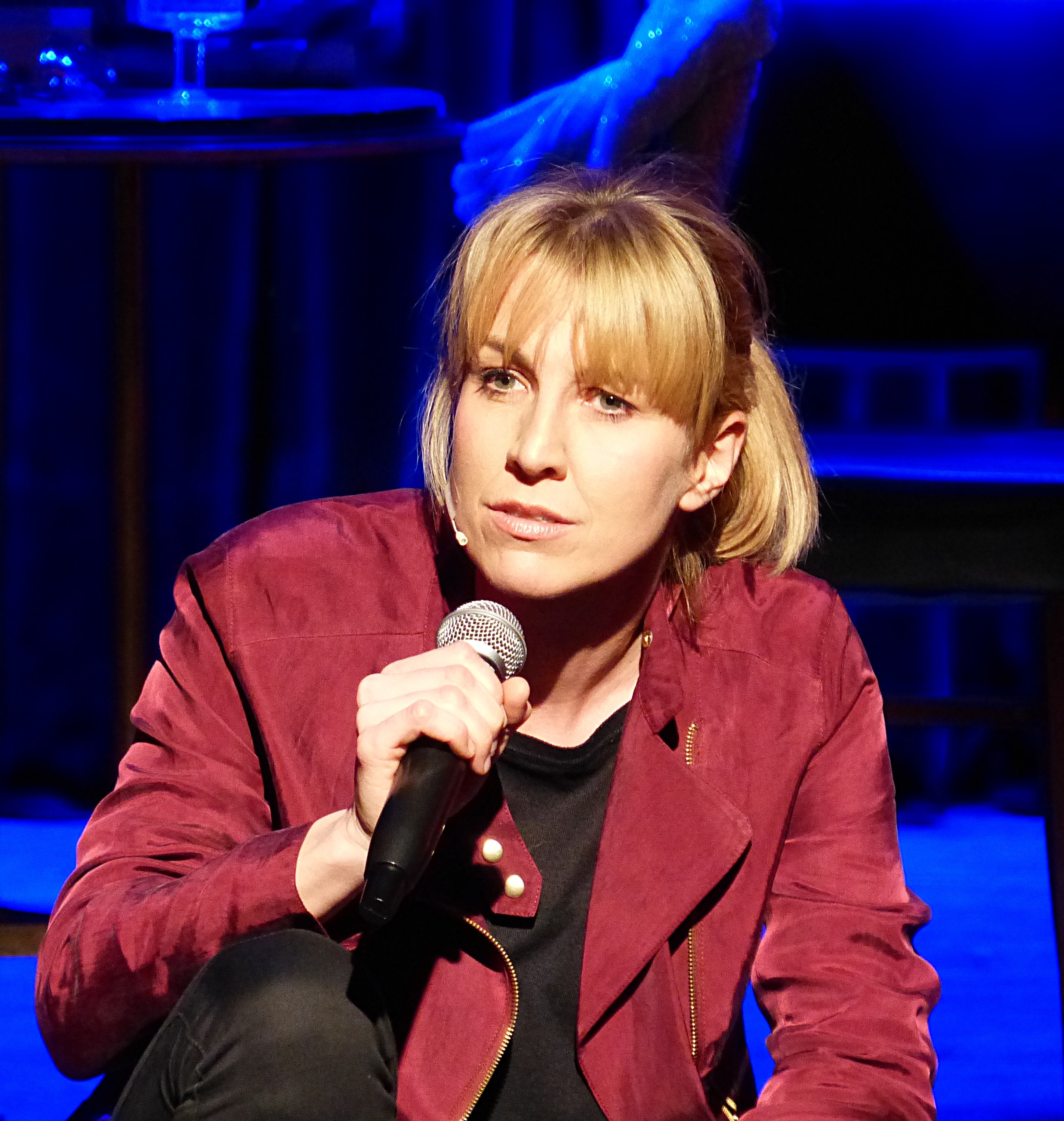
Nora Boeckler (2015)

Nora Boeckler (* 27. Oktober 1980 in Ludwigsburg) ist eine deutsche Schauspielerin und Komikerin.

## Werdegang
Nora Boeckler absolvierte ihre Theaterausbildung von 2004 bis 2008 an der Schauspielschule der Keller in Köln. Im Düsseldorfer Kom(m)ödchen spielte sie Kabarett und war Teil des  Damentrios Proseccopack (WDR Mitternachtsspitzen, Mann an Bord, 3sat-Zeltfestival, Gewinner des Leipziger Löwenzahn 2012). 2016 startete sie mit ihrem ersten Soloprogramm Spaß ist mir Ernst. Davor war sie mit dem Trio Proseccopack auf Deutschlandtour.
Neben ihrer Kabaretttätigkeit stand Nora Boeckler für Kino- und Fernsehfilme und Serien vor der Kamera.
Im Jahr 2019 war sie in der Fernsehserie Schmitz & Family zu sehen.

## Privates
Nora Boeckler lebt in Köln. Ihr Ehemann Ronald Tenholte gewann im März 2020 eine Million Euro bei Wer wird Millionär?. Er ist der zwölfte Millionen-Gewinner der Show.

## Auszeichnungen und Nominierungen
- 2008 nominiert für den Puk-Preis als beste Nachwuchsschauspielerin
- 2013 Leipziger Löwenzahn mit Proseccopack
- 2015 nominiert für den Leipziger Kupferpfennigpreis
- 2016 Nachwuchspreis Eschweiler Lok, Publikumspreis und Jurypreis, erhalten
- 2016 NDR Comedy Contest
- 2018 nominiert Deutscher Comedy Preis – Meine heile Welt
- 2019 nominiert Deutscher Comedy Preis – Schmitz & Family

## Schauspiel (Auswahl)

### Film und Fernsehen
- 2008: Wilsberg – Oh du tödliche... (Fernsehreihe)
- 2009: Marie Brand und das mörderische Vergessen (Fernsehfilm)
- 2010: Um Himmels Willen (Fernsehserie)
- 2011: Hubert und Staller – Puzzlespiele (Fernsehserie)
- 2015: Die Büffel sind los
- 2015: Herzensbrecher – Vater von vier Söhnen (Fernsehserie)
- 2016: Hubert und Staller – Wenn der Postmann... (Fernsehserie)
- 2016: Der geilste Tag (Kinofilm)
- 2016: Die Büffel sind los! (Fernsehfilm)
- 2016: Nicht tot zu kriegen (Fernsehserie)
- 2017: Meine Heile Welt
- 2017: Grießnockerlaffäre (Kinofilm)
- 2018: Wilsberg – Die Nadel im Müllhaufen (Fernsehreihe)
- 2018: Inga Lindström – Das Geheimnis der Nordquists (Fernsehfilm)
- 2018: Dahoam is Dahoam (Fernsehserie)
- 2018: 100 Dinge (Kinofilm)
- 2019: Die Bestatterin – Der Tod zahlt alle Schulden (Fernsehreihe)
- 2019: Benjamin Blümchen (Kinofilm)
- 2019: Bettys Diagnose (Fernsehserie)
- 2019–2020: Schmitz & Family (Fernsehserie)
- 2020: Heldt (Fernsehserie)
- 2021: Tonis Welt (Fernsehserie)
- 2022: Oskars Kleid
- 2023: Der Staatsanwalt (Fernsehserie)
- 2025: In aller Freundschaft – Die jungen Ärzte (Fernsehserie)

### Kabarett-Fernsehauftritte
- 2011: Mann an Bord
- 2012: Mitternachtsspitzen

### Theaterauftritte
- 2006: Fucking Amal, Theater der Keller
- 2007: Mittsommernachtssexkommödie, Theater der Keller
- 2008: Drei Schwestern, Theater der Keller
- 2008: Non(n)sense, Theater der Keller
- 2011: Frau der Ringe, Düsseldorf, Kommödchen
- 2011–2014: Proseccopack, Düsseldorf, Kommödchen
- 2013: Komplott der Weihnachtsmänner, Hamburg, Theaterschiff
- 2015/2016: Kann man mit Männern Urlaub machen, Hamburg, Theaterschiff

### Theaterengagements
- 2006–2009: Theater der Keller
- 2011–2014: Proseccopack, Kommödchen Düsseldorf und Tournee
- 2013–2016: Theaterschiff Hamburg